# Allan Ragnell
Karl Gustaf Allan Ragnell, född 4 september 1901 i Stockholm, död 21 juli 1983, var en svensk läkare.
Ragnell blev medicine licentiat 1928, medicine doktor 1946 och var docent i plastikkirurgi vid Karolinska institutet 1950–66.
Ragnell var assistentläkare och t.f. underläkare vid Stocksunds lasarett 1928–29, vid Garnisonssjukhuset i Stockholm 1927 och 1928, vid Maria sjukhus och Helsingborgs lasarett 1929, t.f. och ordinarie förste underläkare vid Karlshamns lasarett 1929–32, underläkare vid Apelvikens kustsanatorium 1932, vid Serafimerlasarettets kirurgiska klinik 1932–37, bataljonsläkare i Fältläkarkårens reserv 1930, praktiserande kirurg i Stockholm från 1937, specialist i plastikkirurgi vid Serafimerlasarettet och Karolinska sjukhuset 1940–44, överläkare i d:o vid Serafimerlasarettet 1944–66 och vid Karolinska sjukhuset 1956–66.